# Josef a Asenat
Josef a Asenat je apokryfní spis, jenž je známý též pod označením Modlitba Asenaty či jen Asenat. Kvůli některým rysům, jež jsou charakteristické pro křesťanství, byl spis dlouhou dobu považován za raně křesťanskou legendu. Dnes se má za to, že se jedná o původně řecky sepsaný židovský text, který vznikl na přelomu našeho letopočtu nejspíš ve starověké komunitě alexandrijských židů, a že některé výroky, které jsou charakteristické pro křesťanství, zvláště pak ty, které souvisí s eucharistií, byly do židovského textu vsunuty teprve později. Ve prospěch židovského původu spisu svědčí především označování Josefa za „syna Božího“, ježto označení bylo v alexandrijském židovství považováno za synonymum pro Boží myšlenku či Boží záměr, přičemž v křesťanství bylo a je vyhrazeno výlučně pro Ježíše.
Smyslem původního židovského obsahu zřejmě bylo podat vysvětlení, jak si Josef, syn Izraele, mohl vzít za ženu Asenatu, jež byla nejen Egypťankou, ale navíc i dcerou pohanského kněze. Toto vysvětlení mělo posílit jak židovskou misijní činnost v helénském světě, tak hrdost členů židovských komunit v diaspoře na svůj židovský původ a mírnit tím jejich ochotu k asimilaci.
Samotný text spisu začíná popisem Asenatina života v paláci jejího otce, když měla 18 let, a také tím, jak odmítala množství nápadníků, kteří kvůli její kráse usilovali o její ruku. Dále popisuje příjezd Josefa a osudové setkání s Asenatou. Toto setkání způsobilo radikální změnu v Asenatině smýšlení, která původně Josefem opovrhovala. Nejen, že změnila názor na Josefa, ale činila pokání z modloslužebného života, který doposud vedla. Upřímně a kajícně se celý týden postila a modlila k Nejvyššímu. Na konci tohoto období se jí zjevil Boží anděl, který ji oznámil, že její modlitby byly vyslyšeny, a poručil ji, aby se krásně oblékla a ozdobila, protože se setká s Josefem, jejím budoucím manželem. K tomu poté došlo a byla domluvena svatba, neboť tentýž anděl navštívil Josefa a zpravil ho o Asenatině duchovní proměně a připravenosti ke sňatku. V závěru legendy je pak zmínka o nevydařeném spiknutí faraónova prvorozeného syna, do něhož se mu lstí podařilo zaangažovat dva z Josefových bratří, a sice Gáda a Dana.